# フラトリア
フラトリア（古代ギリシア語: φρατρία、英語: phratry）は、古代ギリシアの諸都市において「兄弟団」と呼ばれた社会制度。男子集会所（メンズハウス）に起源を持つ、きわめて古い社会団体であった。後代には、フュレー（組）の地域的小区分となり、行政的機能と祭儀的機能をもつ制度となった。
古代ローマのクリアに対応する。

## 概説
フラトリアは人為的な団体、すなわち血統ではなく生計の共同にもとづく相互義務をもつ社会団体として成立したと考えられる。この任意に形成された団体は、土地所有者が戦士共同体として組織された発展段階、すなわち土地が「槍をもって獲得されたもの」と考えられた発展段階である。それは、土地が不断の軍事的保護を必要とし、肉体的・経済的な武装能力が決定的な重要性をもった激しい政治的変動の時代の分化の産物である。つまり、フラトリアは「ドーリス人の移動」の時代に由来する、占領地または外敵の脅威を受けた地域における一般自由農民の団体形成に起源を持つものと考えられる。